# Tropicana
Cet article concerne Tropicana (la boisson). Pour les autres significations, voir Tropicana (homonymie).
Tropicana Brands Group, ou simplement Tropicana, est une multinationale agroalimentaire américaine spécialisée dans le domaine des jus de fruits. C'est également la marque commerciale sous laquelle sont vendus ses produits. Le siège de l'entreprise se trouve à Chicago, dans l'Illinois. L'entreprise a été fondée en 1947 par Anthony T. Rossi, un immigrant italien, avec à l'origine cinquante employés.
Elle est la propriété du fonds d'investissement français PAI Partners depuis août 2021, qui en a racheté 61 % des actions au groupe américain PepsiCo.
Basée à Bradenton en Floride (États-Unis) jusqu'en 2004 (année de son transfert décidé par PepsiCo à Chicago), Tropicana comptait à cette époque environ 8 000 employés à travers le monde. La marque se situe en seconde position derrière Coca-Cola et devant Évian sur le marché des boissons rafraîchissantes sans alcool.
Tropicana est le no 1 mondial sur le marché des jus de fruits.

## Historique
En 1921, à New York, débarque d'un bateau venu de Naples, un immigré sicilien, Anthony Talamo Rossi, ingénieur et mathématicien de formation. Après avoir dirigé une petite épicerie, Antonio part en Floride, région réputée pour la qualité de ses agrumes. Rossi y crée tout d'abord des boîtes-cadeaux d'agrumes revendues dans les grands magasins Macy's et Gimbels (en) à New York. Ces boîtes deviennent assez populaires et financièrement rentables.
Pressentant une demande latente d'agrumes tout au long de l'année et notamment de jus de fruits proposés par les grands hôtels à leurs clients, Rossi achète en 1947 une petite entreprise de fabrication de jus d'orange à Bradenton en Floride.
La légende de l'entreprise donne plusieurs versions du choix de la marque qu'il imagine et lance en 1949 : Tropicana, qui évoque les tropiques et le soleil, est la réunion de « tropiques » et du prénom de sa seconde femme Ana. Autre version : au cours d'un voyage, l'œil d'Antonio Rossi est attiré par l'enseigne publicitaire d'un village de vacances, Tropicana Cabins.
En 1954, Antonio Rossi invente la flash-pasteurisation et protège un procédé pour conditionner du pur jus d'oranges en bouteilles, permettant de le transporter et de le stocker sans réfrigération. Pour la première fois, du pur jus d'oranges peut être offert aux consommateurs tout au long de l'année.
Peu après, il met au point une méthode pour congeler le jus entier en blocs de 75,5 litres (20 gallons), permettant de stocker et transporter de grands volumes de produit.
En 1957, pour pouvoir livrer le jus produit en Floride aux hôtels et restaurants new-yorkais, Antonio conçoit un train aux couleurs de Tropicana qui transporte trois fois par semaine vers New York quatre millions de litres de jus.
Antonio Rossi a aussi conçu de nombreuses campagnes de communication pour développer les ventes de jus d'oranges de Floride, créant notamment des slogans très mémorisés comme : A day without Florida orange juice is like a day without sunshine.
En 1965, Tropicana débarque en Europe et en premier en France avec Pure Premium ambiant. En 1969, Tropicana entre en bourse. En 1978, Anthony Rossi, sans enfants, vend Tropicana au conglomérat américain Beatrice Foods et se retire des affaires. 
En 1986, Seagram, une entreprise canadienne, rachète la société pour 1,2 milliard de dollars,. En 1989, Tropicana lance en France le premier jus d'orange en brique carton réfrigéré.
Dans les années 1990, Tropicana diversifie sa gamme en assemblant plusieurs fruits. En 1998, la société est rachetée par le groupe PepsiCo.
En 2021, le fonds d'investissement français PAI Partners, anciennement Paribas Affaires Industrielles, acquiert 61% de Tropicana à la multinationale américaine PepsiCo.

## Implantations

### En France
En France en 2011, Tropicana est premier sur le marché des jus de fruits au rayon frais avec 40 % du marché des jus de fruit frais, face à Andros, à Innocent et Minute Maid de Coca-Cola et à Pampryl, Pulco et Sunny Delight d'Orangina Suntory France,. Elle est deuxième sur le marché des jus de fruits au rayon ambiant, avec 11,4 %.
Une partie des boissons Tropicana sont produites en sous-traitance par l'usine Délifruits de Refresco à Saint-Donat-sur-l'Herbasse. Le groupe a fermé son seul site français en 2018 et produit désormais les jus Tropicana aux Pays-Bas[réf. nécessaire].